# Hieracium deganwyense
Hieracium deganwyense es una especie de planta con flor del género Hieracium, de la familia Asteraceae, orden Asterales.

## Distribución
Hieracium deganwyense se distribuye por Gran Bretaña.

## Taxonomía
Fue descrita científicamente por Pugsl. Fue publicada en J. Bot.